# Dirina
Dirina is een geslacht van schimmels behorend tot de familie Roccellaceae. De typesoort is Dirina repanda.

## Soorten
Volgens Index Fungorum telt het geslacht 43 soorten (peildatum april 2022):
| Soortnaam               | Auteur(s)                                               | Publicatiejaar |
| ----------------------- | ------------------------------------------------------- | -------------- |
| Dirina africana         | Kremp.                                                  | 1877           |
| Dirina angolana         | Tehler & Ertz                                           | 2013           |
| Dirina approximata      | Zahlbr.                                                 | 1931           |
| Dirina arabica          | Tehler & Ertz                                           | 2013           |
| Dirina astridae         | Tehler                                                  | 2013           |
| Dirina badia            | (Tehler) Tehler & Ertz                                  | 2013           |
| Dirina canariensis      | Tehler & Ertz                                           | 2013           |
| Dirina candida          | (Müll. Arg.) Tehler & Ertz                              | 2013           |
| Dirina capensis         | Fée                                                     | 1858           |
| Dirina capensis         | Fée ex Nyl.                                             | 1858           |
| Dirina catalinariae     | Hasse                                                   | 1911           |
| Dirina ceratoniae       | (Ach.) Fr.                                              | 1831           |
| Dirina ceratoniae       | Mont.                                                   | 1849           |
| Dirina chilena          | Nyl.                                                    | 1888           |
| Dirina cretacea         | (Zahlbr.) Tehler                                        | 1983           |
| Dirina cyclosora        | Poelt & Nimis                                           | 1994           |
| Dirina falklandica      | Zahlbr.                                                 | 1917           |
| Dirina fallax           | De Not.                                                 | 1846           |
| Dirina follmannii       | (C.W. Dodge) Sparrius                                   | 2004           |
| Dirina hassei           | Zahlbr.                                                 | 1900           |
| Dirina hioramii         | B. de Lesd.                                             | 1934           |
| Dirina immersa          | Hampe                                                   |                |
| Dirina immersa          | Müll. Arg.                                              | 1882           |
| Dirina indica           | Upreti & Nayaka                                         | 2013           |
| Dirina insulana         | (Tav.) Tehler                                           | 1983           |
| Dirina jamesii          | (Tehler) Tehler & Ertz                                  | 2013           |
| Dirina limitata         | Nyl.                                                    | 1855           |
| Dirina lutosa           | Zahlbr.                                                 | 1925           |
| Dirina madagascariensis | Tehler, Ertz, Killmann, Razafindr., Sérus. & Eb. Fisch. | 2013           |
| Dirina massiliensis     | Durieu & Mont.                                          | 1848           |
| Dirina mexicana         | Tehler                                                  | 1995           |
| Dirina monothalamia     | Tehler & Ertz                                           | 2013           |
| Dirina neozelandica     | (Redinger) Sparrius                                     | 2004           |
| Dirina nipponica        | Nyl.                                                    | 1890           |
| Dirina ocellata         | (Zenker) Flot.                                          | 1850           |
| Dirina pacifica         | Tehler & Ertz                                           | 2013           |
| Dirina pallescens       | Tehler & Ertz                                           | 2013           |
| Dirina paradoxa         | (Fée) Tehler                                            | 1986           |
| Dirina patronii         | Bagl.                                                   | 1857           |
| Dirina rediunta         | (Stizenb. ex Hasse) Zahlbr.                             | 1901           |
| Dirina schistosa        | (Bagl.) Nyl.                                            | 1887           |
| Dirina sorocarpa        | Tehler & Ertz                                           | 2013           |
| Dirina teichiodes       | (Stirt.) Tehler & Ertz                                  | 2013           |